# Сан-Диего (аэропорт)
Международный аэропорт Сан-Диего (англ. San Diego International Airport; (ИАТА: SAN, ИКАО: KSAN, FAA LID: SAN)), известный также как Аэропорт Линдберг-Филд — аэропорт совместного базирования, расположенный в пяти километрах к северо-западу от центрального делового района в Сан-Диего (Калифорния), и в 32 километрах к северу от государственной границы Соединённых Штатов Америки с Мексикой.
Из всех аэропортов, имеющих одну взлётно-посадочную полосу Аэропорт Сан-Диего является самым загруженным коммерческим аэропортом США и вторым в мире после лондонского аэропорта Гатвик. Ежедневно в Сан-Диего совершается около 600 взлётов и посадок самолётов и обслуживается более 50 тысяч пассажиров. По данным статистики за 2008 год услугами аэропорта воспользовалось 18 125 633 человек.
Сан-Диего занимает самую маленькую из всех крупных аэропортов США площадь, располагаясь на 2,67 км² (661 гектара).
Аэропорт используется авиакомпанией Southwest Airlines в качестве её главного хаба, по данным на июль 2008 года основные доли авиакомпаний в объёмах пассажирских перевозок аэропорта распределились следующим образом: Southwest Airlines — 36,2 %, Delta Air Lines — 10,9 %, United Airlines/United Express — 10,7 % и American Airlines/American Eagle — 10,6 %.

## История

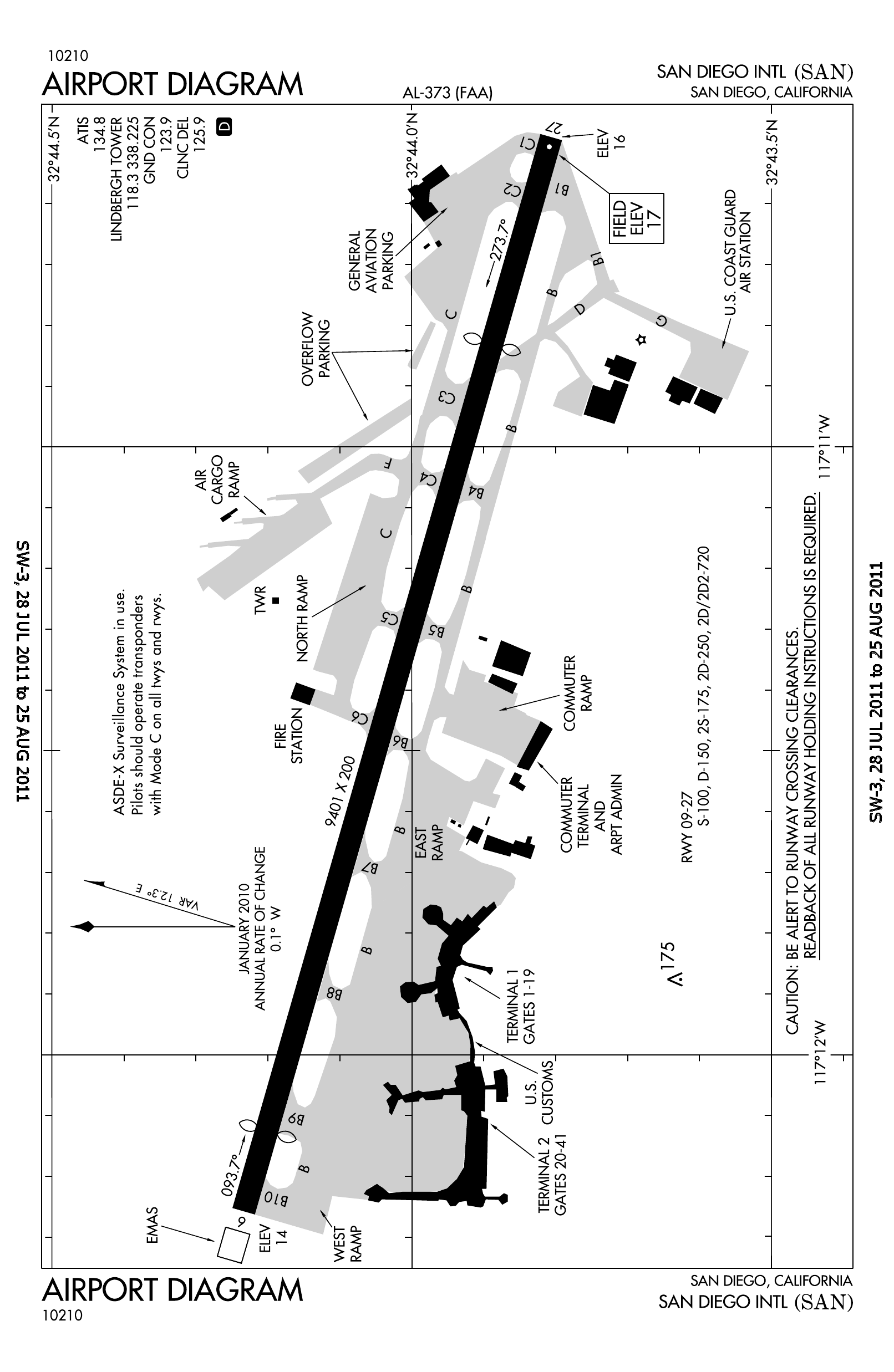
Схема FAA Международного аэропорта Сан-Диего

Основанный 16 августа 1928 года Муниципальный аэропорт Сан-Диего получил имя знаменитого лётчика Чарльза Линдберга, который впервые в мире совершил беспосадочный трансатлантический перелёт на самолёте «Дух Сент-Луиса» (Spirit of St. Louis), построенном фирмой Ryan Aeronautical в Сан-Диего.
Первым построенным пассажирским терминалом стало здание, расположенное в северо-восточном секторе отведённого под аэропорт земельного участка, вдоль шоссе, проходившего по тихоокеанскому побережью. Аэропорт Сан-Диего стал первым в США аэропортом, получившим федеральный сертификат на обслуживание всех типов самолётов (включая гидросамолёты). Аэропорт также являлся учебно-тренировочной и испытательной площадкой для самолётостроительных фирм (в частности, принимавшей участие в разработке «Духа Сент-Луиса» фирмы Hawley Bowlus) и лётной планерной школы Bowlus Glider School в период с 1929 по 1930 годы.
1 июня 1930 года в Сан-Диего открылись регулярные маршруты по перевозке почты, в 1934 году аэропорт получил статус международного, а в апреле 1937 года введена в действие военная база Береговой охраны США, расположившаяся в непосредственной близости от коммерческого терминала и использовавшая общую с ним взлётно-посадочную полосу.
Во время Второй мировой войны Сан-Диего претерпел существенные изменения. В 1942 году в аэропорту развернулся Воздушный корпус Армии США и его инфраструктура была усовершенствована для обработки тяжёлых бомбардировщиков, принимавших участие в ведении военных действий. Взлётно-посадочная полоса была увеличена в длину до 2670 метров, тем самым подготовив условия для приёма реактивных пассажирских самолётов ещё задолго до их появления.
После окончания войны коммерческие перевозки в Сан-Диего быстро увеличиваются. Новая авиакомпания Pacific Southwest Airlines открывает в аэропорту свою штаб-квартиру и в 1949 году начинает регулярные рейсы по всему штату Калифорния.
В 1960 году авиакомпании American Airlines и United Airlines вводят первые реактивные лайнеры Boeing 720 на регулярные маршруты из Сан-Диего в Финикс и Сан-Франциско соответственно.
Здание первого пассажирского терминала использовалось до 1960-х годов. С увеличением объёмов перевозок возникла острая необходимость в строительстве новых объектов и 5 марта 1967 года было сдано в эксплуатацию современное здание Терминала 1, построенное в южном секторе аэропортового комплекса. 11 июля 1979 и 23 июля 1996 года открылись соответственно Терминал 2 и Терминал 3 грузопассажирских перевозок. В 1998 году площадь Терминала 2 была расширена до 30.000 квадратных метров.

## Специфика полётов

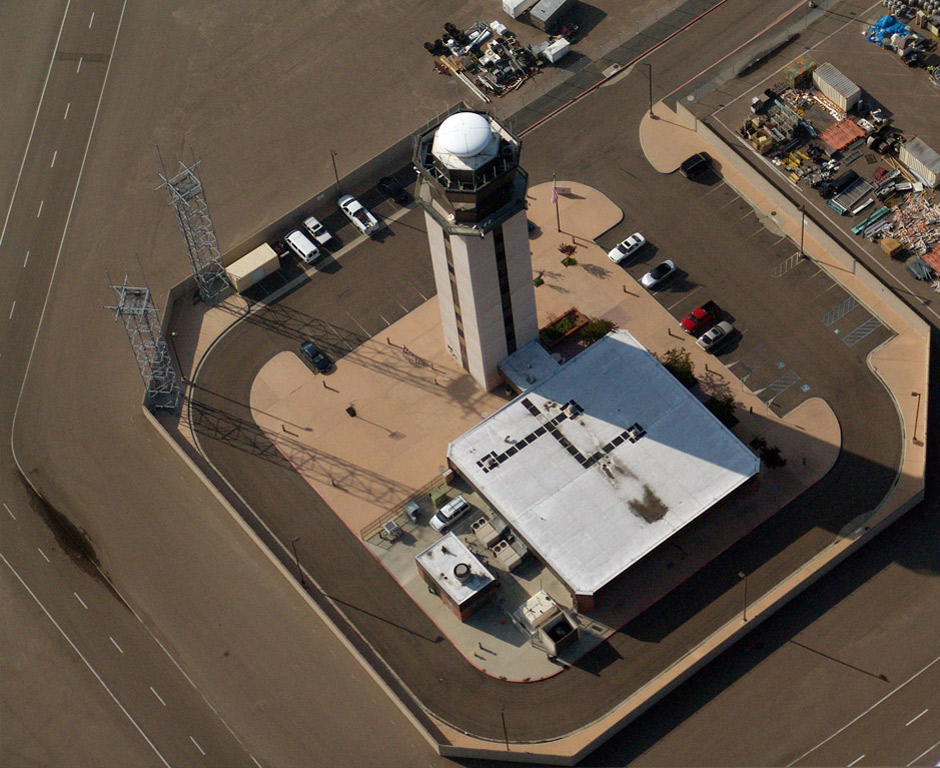
Контрольная вышка аэропорта

Подавляющее большинство взлётов и посадок в Сан-Диего выполняются с востока на запад.
При заходе на посадку с востока пассажиры могут наблюдать Петко-парк, близко расположенные к ВПП небоскрёбы и мост Коронадо — Сан-Диего по левую сторону направления движения самолёта. По правую сторону можно увидеть Бальбоа-парк с частью Панамо-Калифорнийской выставки 1915—1916 годов и всемирно известным зоопарком Сан-Диего.
Заход с востока на запад достаточно крутой и обусловлен рельефом местности, высота которой падает на протяжении полутора километров с 81 метров до уровня моря. Как правило самолёты снижаются со скоростью примерно 96 метров на милю (1.6 километра), однако при подходе к Сан-Диего вынуждены снижаться со скоростью около ста метров на милю. Взлётно-посадочная полоса аэропорта расположена у подножия холма рядом с массой препятствий, включающих автостраду I-5 и лесную полосу Бальбоа-Парка.
Заходящие на посадку с востока самолёты приземляются не в начале полосы (как это принято в большинстве аэропортов), а в так называемой зоне перемещённого порога на расстоянии 550 метров от торца ВПП, тем самым сокращая дистанцию пробега на посадке до 2314 метров. Лайнеры, взлетающие с востока на запад, используют в качестве позиции начала разбега конец взлётно-посадочной полосы.

### С запада на восток
В периоды действия катабатического ветра Санта-Ана взлёты и посадки в Сан-Диего выполняются с запада на восток и в связи со сложным рельефом местности вступают в действие ограничения по массе взлетающих лайнеров.
Природный ландшафт восточной и западной частей аэропорта в значительно степени влияет на используемую длину взлётно-посадочной полосы. При взлёте с востока на запад градиент набора высоты составляет 96,6 метров на одну морскую милю (1852 метра), что сравнимо с нормальной местностью и эквивалентно длине разбега в 2651,76 метра (2133,60 метра для двухдвигательных самолётов). Для взлёта в обратном направлении (с запада на восток) необходим градиент набора высоты в 182,88 метров на одну морскую милю, что соответствует длине разбега в 1950,72 метров. Следует отметить также, что аэропорт Сан-Диего не имеет стандартных полос безопасности с обоих концов взлётно-посадочной полосы.
В западном конце ВПП аэропорта установлена система аварийного торможения Engineered materials arrestor system (EMAS). Её длина составляет 96,92 метра вместо стандартных 182,88 метров, и поэтому она рассчитана на самолёты с массой менее 160 000 килограммов. На восточном конце взлётно-посадочной полосы EMAS не установлена, поскольку её применение на данном участке сократит длину ВПП как минимум на 120 метров.

### Комендантский час
Международный аэропорт Сан-Диего находится в густонаселённом районе, поэтому для снижения уровня шума в часы отдыха населения и во избежание судебных исков к аэропорту в 1979 году был введён так называемый комендантский час, устанавливающий некоторые ограничения на деятельность аэропорта. Согласно условиям комендантского часа отправления самолётов разрешены в период с 06.30 утра до 11.30 вечера, за нарушения этого правила применяются крупные штрафы. Прибытие самолётов в Аэропорт Сан-Диего происходит круглосуточно.

### Текущее состояние

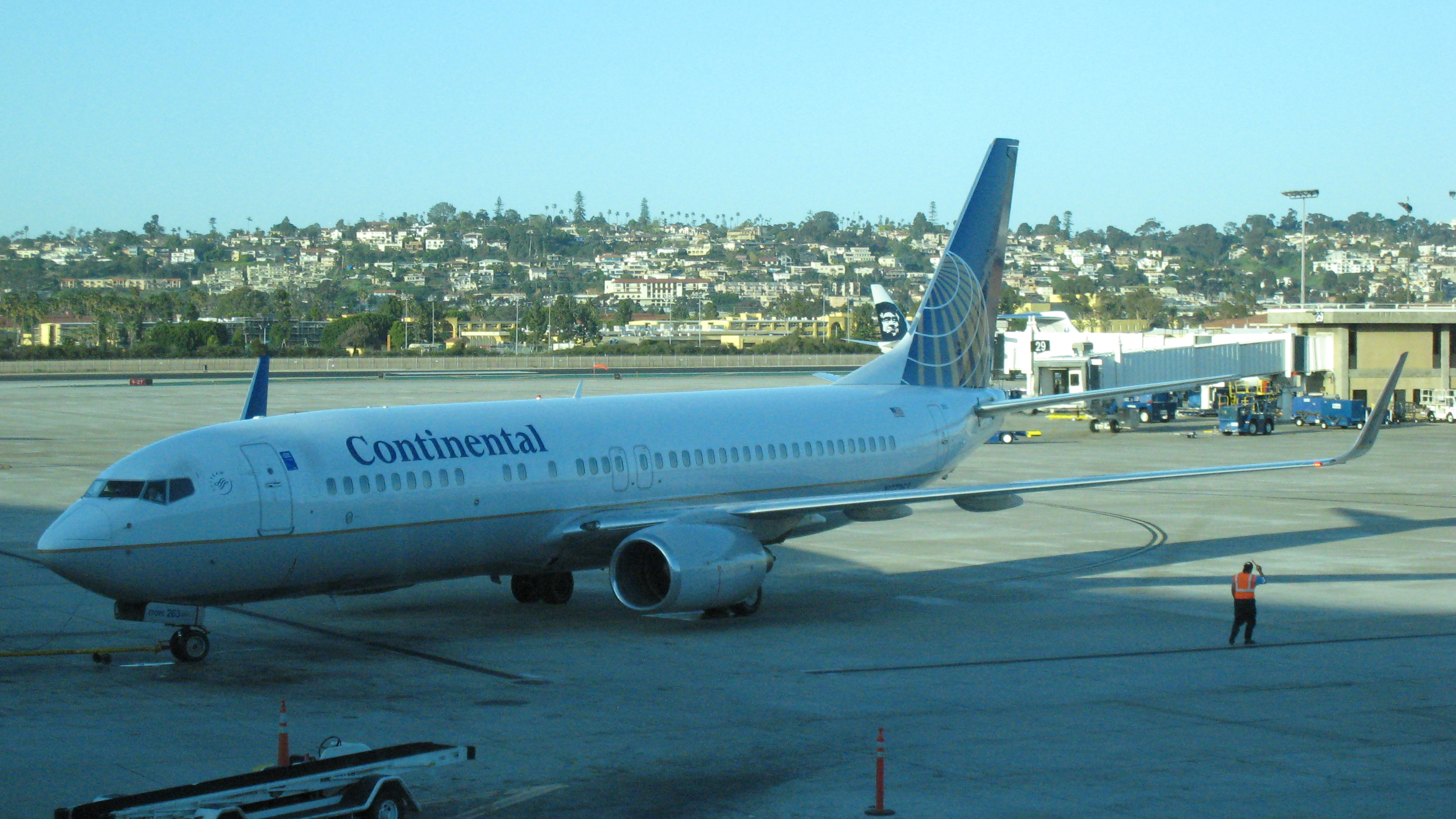
Boeing 737—900 авиакомпании Continental Airlines в Международном аэропорту Сан-Диего

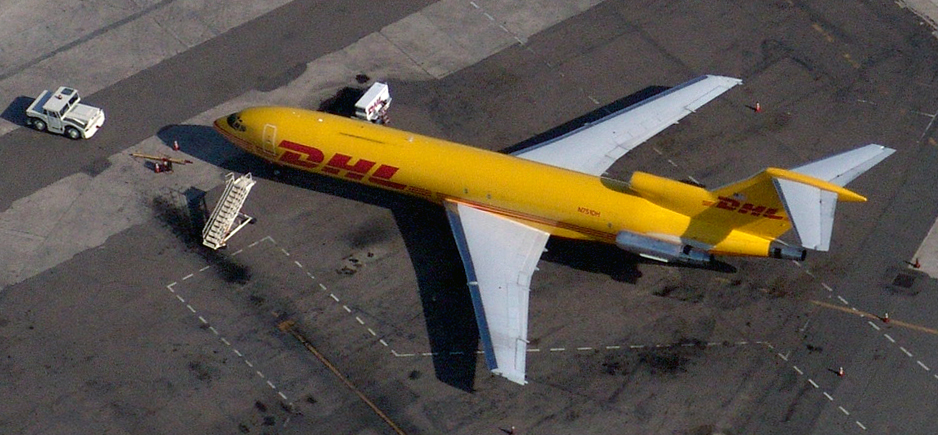
Boeing 727 авиакомпании DHL перед вылетом из Международного аэропорта Сан-Диего

По состоянию на январь 2009 года Международный аэропорт Сан-Диего обслуживал 16 пассажирских и 5 грузовых авиакомпаний, выполняющих беспосадочные рейсы в города Соединённых Штатов Америки, Канады и Мексики.
Самое нагруженное по числу рейсов направление полётов — в Лос-Анджелес, куда ежедневно совершается до тридцати рейсов, в основном авиакомпаниями United Express и American Eagle. Регулярным маршрутом с наибольшим пассажирским трафиком является маршрут Сан-Диего-Окленд авиакомпании Southwest Airlines, по которому каждый день выполняется до 16 рейсов.

### Полёты Береговой охраны
Особенностью Аэропорта Сан-Диего является наличие в юго-восточном секторе аэропорта базы Береговой охраны США (USCG).
Поскольку база физически разделена с основной территорией аэродрома, то для того, чтобы самолётам Береговой охраны добраться до взлётно-посадочной полосы аэропорта, им необходимо было пересечь шестиполосную городскую проезжую часть. Процедура выглядела так: на улице зажигаются предупредительные огни, блокируются выходы на аэродром и на воздушную базу и затем останавливается всё движение проезжей части, пока её пересекает самолёт. Данная процедура была обычным явлением в 1970-е, 1980-е и в начале 1990-х годов, пока Береговая охрана эксплуатировала вертолёты HH-3F Pelican, HH-60J Jayhawk и реактивные самолёты HU-25 Guardian. В настоящее время такого практически не происходит, поскольку HU-25 Guardian выведены с базы Береговой охраны в Сан-Диего, а сама база уже не эксплуатирует самолёты с фиксированной геометрией крыла.

## Предложения о переносе
В 2001 году биллем АВ93 Законодательного собрания штата Калифорния была образована «Окружная администрация аэропорта Сан-Диего» (SDCRAA). По оценкам администрации Аэропорт Сан-Диего достигнет своих предельных показателей в период между 2015 и 2022 годами.
В июне 2006 года члены Совета SDCRAA, невзирая на возражения военных, выбрали базу корпуса морской авиации «Мирамар» в качестве варианта для возможного переноса туда Аэропорта Сан-Диего. 7 ноября 2006 года собрание представителей округа Сан-Диего внесло дополнительное предложение о возможности совместного использования оперативной площади Мирамар для военных и коммерческих целей measure. Архивировано из оригинала 20 февраля 2009 года. , эксперты же предлагают рассматривать варианты по мере приближения гражданского аэропорта к практическому пределу своих возможностей. Всё это открывает новую и интересную страницу в дальнейшем развитии авиации Сан-Диего.
В настоящее время Международный аэропорт Сан-Диего эксплуатирует 60 выходов на посадку (гейтов), что составляет 70 % от их общего числа. В ближайшее время будут введены в действие ещё 10 гейтов и количество действующих выходов на посадку составит 92 % от предельной пропускной способности аэропорта.

## Терминалы и авиалинии

Схема внутренних маршрутов из Аэропорта Сан-Диего (сентябрь 2008 года)

Схема международных маршрутов из Аэропорта Сан-Диего (сентябрь 2008 года)

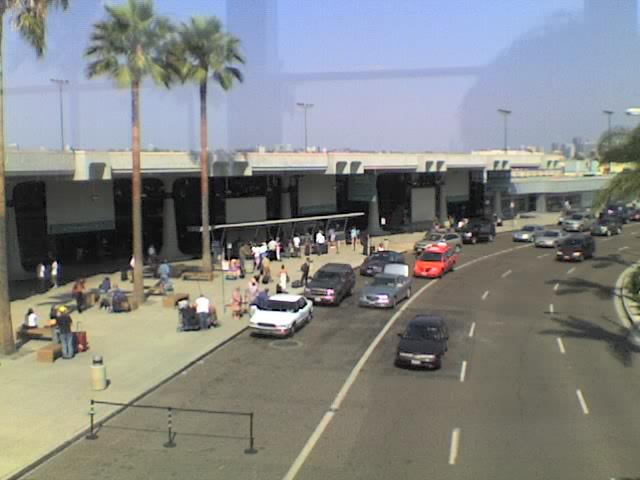
Терминал 1 аэропорта

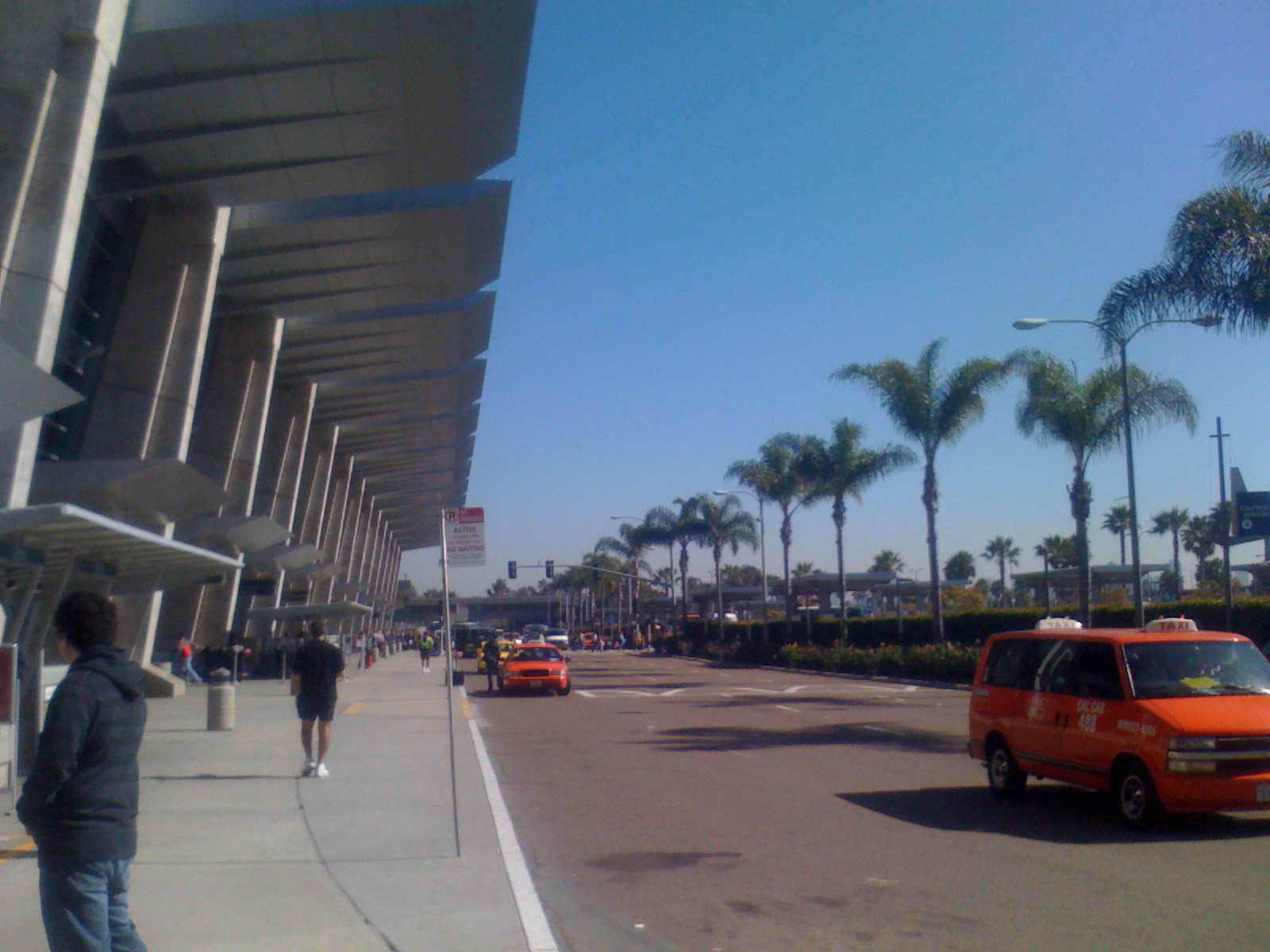
Терминал 2 аэропорта

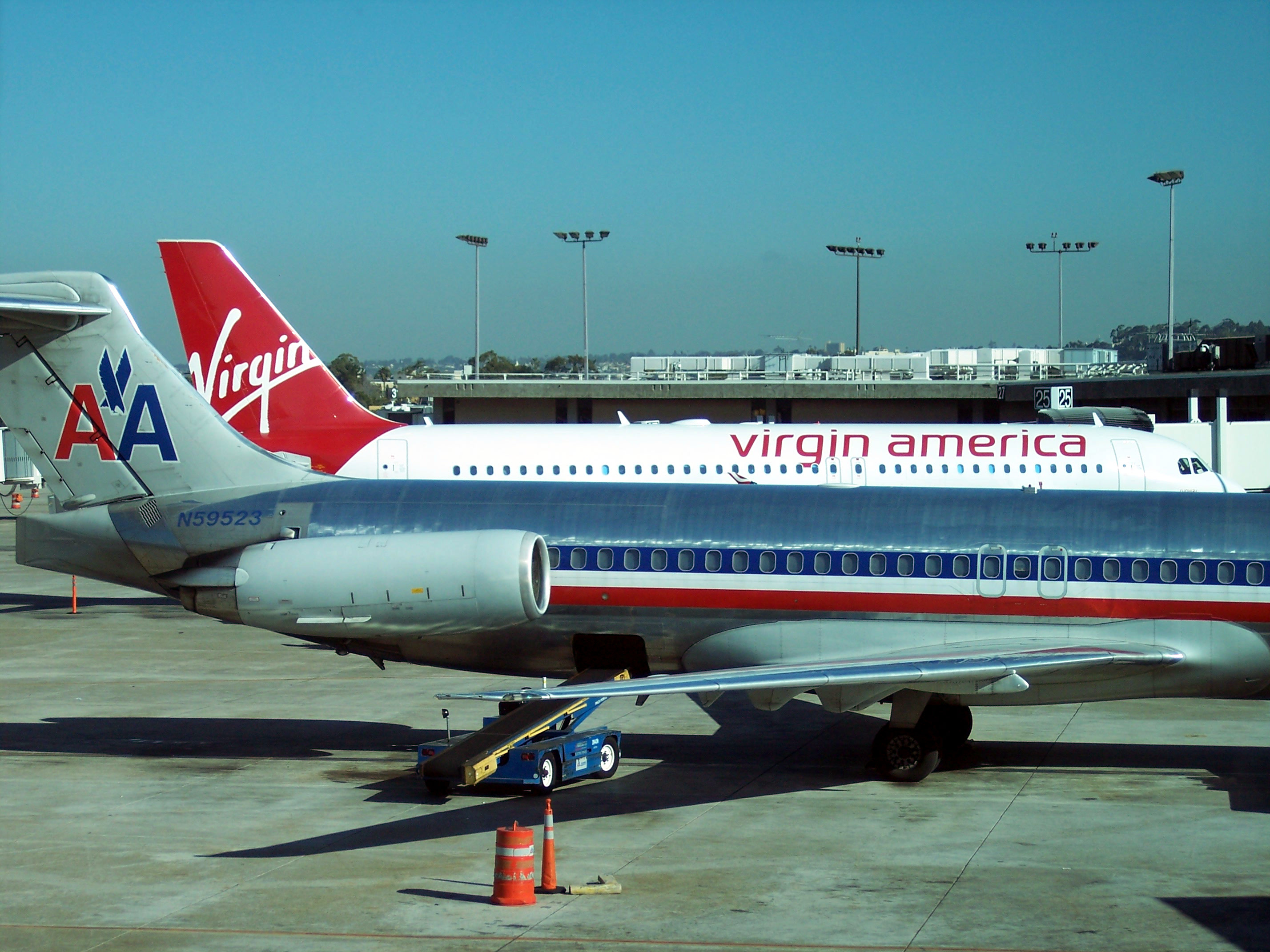
Самолёты авиакомпаний American Airlines и Virgin America у телетрапов Терминала 2

Полную информацию о всех рейсах Международного аэропорта Сан-Диего можно получить на официальном сайте аэропорта.

### Терминал 1
Здание Терминала 1 состоит из Восточной и Западной частей с 19 выходами на посадку (гейтами) номерами с 1 по 19. Зона прибытия международных рейсов, за исключением рейсов из аэропортов с пунктами предварительного прохождения пограничного контроля США (border preclearance), находятся в Терминале 2.

### Терминал 2
Здание Терминала 2 состоит из Восточной и Западной частей с 22 выходами на посадку (гейтами) номерами с 20 по 41. Терминал принимает все международные рейсы, за исключением рейсов из аэропортов с пунктами предварительного прохождения пограничного контроля США.

### Терминал 3
Терминал 3 используют только две авиакомпании — AeroCalifornia и AeroWest

### Терминал местных линий
Терминал местных авиалиний включает в себя 4 выхода на посадку: 1-4.

### Грузовые авиалинии
- Capital Cargo International Airlines — Денвер
- DHL
  - DHL выполняет ABX Air — Уилмингтон (Огайо)
- FedEx Express — Мемфис, Индианаполис, Окленд. Перевозит до 78 % от всего объёма грузов аэропорта
- UPS Airlines — Кона, Луисвилл

## Авиационные происшествия
- 25 сентября 1978 года. Boeing 727—214 (бортовой N533PS) рейса 182 Pacific Southwest Airlines при заходе на посадку в аэропорту Сан-Диего столкнулся с взлётающей частной Cessna 172 (бортовой N7711G), совершавшей учебно-тренировочный полёт. Погибло 135 пассажиров Боинга, 2 члена экипажа Цессны и 7 человек на земле. Основной причиной катастрофы послужил факт визуальной потери Цессны экипажем самолёта Pacific Southwest Airlines. Экипаж не предупредил диспетчера аэропорта о потере визуального наблюдения Цессны[11].

## Награды
Аэропорт Сан-Диего занял четвёртое место в рейтинге лучших аэропортов Северной Америки в 2007 году по оценке Международного Совета аэропортов. Этот же Совет в 2007 году присудил Сан-Диего второе место среди аэропортов мира с пассажирооборотом 15-25 миллионов человек в год.